# Слободоумност
Слободоумност, слободоумље или слободна мисао у најширем смислу представља поглед на свет који није ограничен догмом или традицијом.
У ужем смислу слободоумност представља филозофски став према коме сазнања о свету треба формулисати искључиво на основу логике, разума и емпиризма, а не на основу традиције, догми, откровења, ауторитета и емоција.
Према Оксфордовом речнику, слободни мислилац је особа која обликује своје идеје и мишљења радије него што их усваја од других људи, посебно у религијским питањима. У савременим промишљањима, слободоумност је снажно повезана са одбацивањем традиционалних друштвених или религијских система уверења. Когнитивна примена слободоумности је позната као „слободно мишљење”, а практичар слободне мисли је познат као „слободни мислилац”. Модерни слободни мислиоци сматрају слободну мисао као природну слободу од свих негативних и обмањујућих мишљења која су стекли у друштву.
Појам је почео да се користи у 17. веку да би се указало на људе који су испитивали основу традиционалних религијских уверења. У пракси, слободоумност је најближе повезана са секуларизмом, агностицизмом, атеизмом, антиклерикализмом и критиком религије. Оксфордов речник дефинише слободоумност као слободно испољавање разума у односу на религијска веровања и некритичко поштовање ауторитета.
Слободни мислиоци сматрају да знање треба да буде утемељено на чињеницама, научном истраживању и логици. Скептична примена науке подразумева слободу од интелектуално ограничавајућих ефеката пристраности тврдње, когнитивне пристраности, конвенционалне мудрости, популарне културе, предрасуда или секташтва.

## Дефиниција
Ирелигиозни аутор Ли дефинише слободоумност као мишљење које је независно од откровења, традиције, укорењених веровања и ауторитета, те сматра да је слободоумност „шири кровни појам” који не обухвата само атеизам, него може да обухвата и религијску неортодоксност, религијско дисидентство, скептицизам и неконвенционално размишљање.
Основни сажетак есеја „Етика уверења” британског математичара и филозофа из 19. века Клифорда гласи: „Погрешно је увек, свугде и за свакога, да верује у било шта, ако нема довољно доказа.” Овај есеј је постао позив на окупљање слободних мислилаца када је објављен 1870-их, и описан је као тренутак када су слободни мислиоци добили морално охрабрење. Клифорд је и сам био организатор слободоумних окупљања, која су представљала покретачку снагу после Конгреса либералних мислилаца, одржаног 1878. године.
Што се тиче религије, слободни мислиоци обично сматрају да нема довољно доказа који поткрепљују постојање натприродних феномена. Према Фондацији за слободу од вероисповести: „Слободни мислилац не може бити неко ко захтева усаглашеност са Библијом, вером или месијом. Слободном мислиоцу, откровење и вера су неважећи, а ортодоксија није гаранција истине.” и „Слободни мислиоци су уверени да религијске тврдње нису издржале тестове разума. Не само да не постоји ништа што би се могло задобити веровањем у неистину, већ постоји све што се губи када жртвујемо незамењиво оруђе разума на олтару сујеверја. Већина слободних мислилаца сматра да религија није само неистинита, већ и штетна.”.
Филозоф Бертранд Расел је написао следеће у свом есеју „Вредност слободне мисли (Како постати трагач истине и разбити ланце менталног ропства)” из 1944. године:
„Оно што предстаља слободног мислиоца нису његова уверења, већ начин на који их он држи. Ако их држи јер су му старији људи рекли да су истинита док је био млад, или ако их држи да не би био несрећан, његова мисао није слободна; али ако их држи зато што, након пажљивог размишљања, налази равнотежу доказа у њихову корист, онда је његова мисао слободна, колико год чудни његови закључци изгледају.”
Читав први параграф есеја јасно показује да слободни мислилац не мора бити нужно атеиста или агностик, све док задовољава ову дефиницију:
„Особа која је слободна у сваком погледу је слободна од нечега; од чега је слободни мислилац слободан? Да би био достојан имена, он мора бити ослобођен две ствари: силе традиције и тираније сопствених страсти. Нико од њих није потпуно слободан, али у мери човекове еманципације он заслужује да се назове слободним мислиоцем.”
Бивши руководилац Америчког удружења хуманиста, сугерише да се Раселовом дефиницијом умеренији и слободнији верници који су оспорили установљена и укорењена ортодоксна веровања могу сматрати слободним мислиоцима.
У 18. и 19. веку, многи мислиоци који су сматрани слободним мислиоцима били су деисти, тврдећи да природа Бога може бити позната само из проучавања природе, а не из религијског откровења. У деветнаестом веку, „деизам” је био „прљава реч” као „атеизам”, а деисти су често били стигматизовани као атеисти од стране њихових хришћанских противника. Деисти данас себе сматрају слободним мислиоцима, али су сада мање изражени у слободноумном покрету него атеисти.

## Карактеристике
Према слободним мислиоцима, да би се идеја сматрала истинитом, она мора бити тестабилна, проверљива, парсимонична и логична. Многи слободни мислиоци имају тенденцију да буду хуманисти, базирајући морал на људским потребама и налазећи смисао у људском саосећању, друштвеном прогресу, уметности, личној срећи, љубави и унапређењу знања. Уопштено говорећи, слободни мислиоци воле да мисле за себе, имају тенденцију да буду скептични, поштују критичко рамишљење и разум, остају отворени за нове концепте и понекад се поносе својом индивидуалношћу. Они теже да сами одреде истину — на основу знања које добијају, одговора које добијају, искустава која имају и равнотеже коју су стекли. Слободни мислиоци одбацују усаглашеност ради сагласности, при чему стварају своја сопствена уверења разматрајући начин на који свет око њих функционише како би поседовали интелектуални интегритет и храброст да размишљају изван прихваћених норми.

## Симбол
Цвет маћухица (тј. дан и ноћ, пољска љубичица итд.; лат. Viola tricolor) представља дугогодишњи симбол слободоумности и слободне мисли. Литература Америчке секуларне уније покренула је њену употребу крајем 19. века. Разлог за употребу маћухице као симбола слободне мисли лежи и у пореклу имена цвета и у њеном изгледу. Маћухица (енг. pansy) је име добила по француској речи „pensée”, што значи „мисао”. То име је наводно дато због тога што су неки сматрали да цвет има сличност са људским лицем, а од средине до краја лета она климне према напред као да је дубоко у мислима. „Оспоравање религијске догме: Историја слободне мисли”, памфлет из 1880-их имао је ову изјаву под насловом „Знак маћухице”:
„Постоји … потреба за знаком која ће на први поглед, без сложености детаља, изражавати тај основни принцип слободе мисли за који се боре либерални свих изама. Чини се да су ту потребу испунили слободни мислиоци Француске, Белгије, Шпаније и Шведске, који су усвојили маћухицу као свој знак. Придружујемо им се у препоруци овог цвета као једноставног и јефтиног знака слободне мисли… Нека сваки патриота који је слободни мислилац у том смислу усвоји маћухицу као своју значку, коју треба носити у сваком тренутку, као тихо и ненаметљиво сведочење његових принципа. На тај начин ћемо препознати нашу браћу у циљу, и ентузијазам ће се проширити; све док, ускоро, уздигнути барјак маћухице, испод склоништа заставе Сједињених Држава, свуда буде одушевљавао људска срца као симбол верске слободе и слободе савести.”

## Почеци модерне слободоумности
Година 1600. се сматра оријентиром за доба модерне слободоумности. То је било доба погубљења бившег доминиканца Ђордана Бруна од стране Инквизиције у Италији.

### Енглеска
Термин слободни мислилац се појавио крајем 17. века у Енглеској да би описали они који су се супротстављали институцији Цркве и дословном веровању у Библију. Уверења ових појединаца била су усмерена на концепт да људи могу разумети свет истраживањем природе. Такве позиције су први пут формално документоване 1697. године од стране William-а Molyneux-а у широко објављеном писму Џону Локу, и још шире 1713, када је Ентони Колинс написао свој „Дискурс слободног мишљења”, који је стекао значајну популарност. Овај есеј напада свештенике свих цркава и представља захтев за деизам.
Магазин „Слободни мислилац” је први пут објављен у Британији 1881. године.

### Француска
У Француској, концепт се први пут појавио у публикацији 1765. године када су Дени Дидро, Жан ле Рон д'Аламбер и Волтер укључили чланак „Liberté de penser” у своју „Енциклопедију”. Европски концепти слободне мисли толико су се ширили да су чак и удаљена места у Норвешкој имала добро познате слободне мислиоце попут Jo Gjende-а у 19. веку.
François-Jean Lefebvre de la Barre (1745—1766) је био млади француски племић, познат по томе што је био мучен и обезглављен, пре него што је његово тело било спаљено на ломачи заједно са Волтеровим „Филозофским речником”. Често се каже да је La Barre погубљен због тога што није поздравио римокатоличку религијску процесију, али су елементи предмета били далеко сложенији. У Француској, La Barre се широко сматра симболом жртава хришћанске религијске нетолеранције.

### Немачка
У Немачкој, током периода 1815—1848 и пре немачке Мартовске револуције, отпор грађана против догме цркве се повећао. 1844. године, под утицајем Johannes-а Ronge-а и Robert-а Blum-а, расла је вера у људска права, толеранцију међу људима и хуманизам, а 1859. године су основали „Савез слободних верских заједница Немачке”, удружење особа које себе сматрају верујућим, али без придржавања упутстава било које успостављене или институционализоване религије. Године 1881. у Франкфурту на Мајни, Ludwig Büchner је основао „Немачки савез слободних мислилаца” као прву немачку организацију за атеисте и агностике.